# Nasser ben Ismaïl
Moulay Nasser (? - ?), ou Moulay Nasser ben Ismaïl, membre de la dynastie alaouite, est connu pour s'être rebellé contre l'autorité de son père Mouley Ismaïl. Il est tué lors de sa révolte dans le Souss.

## Biographie
Nasser ben Ismaïl est l'un des nombreux fils d'Ismaïl ben Chérif, sultan du Maroc.
Alors que son père partage le commandement des provinces du Maroc à ses fils, des rivalités et jalousies apparaissent entre les nombreux fils de Moulay Ismaïl. Moulay Nasser, ayant des différends avec son frère Moulay Abdelmalek, gouverneur de la province du Draâ, déclenche des hostilités avec lui et s'empare de tout le Draâ. Lorsque Moulay Ismaïl l'apprend, il décide immédiatement de révoquer Moulay Abdelmalek pour le remplacer par un autre de ses fils : Moulay Chérif, à la suite de l'échec d'Abdelmalek. Moulay Chérif chasse par la suite Moulay Nasser du Draâ.
Moulay Nasser réapparaît quelque temps après la mort de son frère Moulay Mohammed al-Alam, mort des blessures que son père lui a infligé après la révolte de ce dernier. Nasser largement connu pour son caractère rebelle, tente à son tour de se révolter dans le Souss. C'est un échec, Moulay Nasser est finalement tué par les Oulad Delim, fidèles à Mouley Ismaïl.

## Sources

### Sources bibliographiques
1. ↑  al-Nasiri 1906, p. 123
2. 1 2  al-Nasiri 1906, p. 124
3. ↑  al-Nasiri 1906, p. 131

### Francophone
- Aboulqâsem ben Ahmed Ezziâni, Le Maroc de 1631 à 1812 / de Aboulqâsem ben Ahmed Ezziâni ; publié et traduit par O. Houdas, E. Leroux (Paris), 1886, 346 p.
- Ismaël Hamet, Histoire du Maghreb : cours professé à l'Institut des hautes études marocaines / Ismaël Hamet, E. Leroux (Paris), 1923, 502 p.
- Ahmed ben Khâled Ennâsiri Esslâoui. (trad. de l'arabe par Eugène Fumet), Kitâb Elistiqsâ li-Akhbâri doual Elmâgrib Elaqsâ [« Le livre de la recherche approfondie des événements des dynasties de l'extrême Magrib »], vol. IX : Chronique de la dynastie alaouie au Maroc, Paris, Ernest Leroux, coll. « Archives marocaines », 1906 (lire en ligne)